# Dire Straits
Dire Straits var en britisk rockgruppe, der eksisterede i årene 1977-1995. Gruppen blev dannet af Mark Knopfler (på guitar og sang), David Knopfler (på rytmeguitar), John Illsley (på bas-guitar) og Pick Withers (på trommer). Selv om de eksisterede i en tidsalder, hvor punkrock var på sit højeste, spillede de country-inspireret stille rock'n'roll. Dire Straits blev meget populære og succesrige, selv om de var det totalt modsatte af hvad der generelt var populært på det tidspunkt. Dire Straits var en af de bedst sælgende grupper i 1980'erne.
Dire Straits optog og udgav deres første album i 1978 uden at få megen respons i nogen form, men singlen Sultans of Swing blev et stort hit fem måneder senere. Deres andet album, Communiqué, udkom hurtigt efter. Disse to albums er meget lig hinanden i deres 'sound' – meget enkel, og med stor indflydelse fra countrymusikken. På deres tredje album, Making Movies, kan man også høre keyboard-spilleren Roy Bittan (fra Bruce Springsteens gruppe), albummet var mere komplekst og med mindre påvirkning fra countrymusikken end deres første albummer – disse var den retning gruppen ville tage med alle deres efterfølgende albummer. Brothers In Arms udkom i 1985 og var deres største hit, med flere singler, deriblandt Money for Nothing, Brothers In Arms og Walk of Life.
En del af successen med Brothers In Arms var at det var et af de første fuldstændig digitalt optagne albums, der udkom på det daværende nye Compact Disc-format (cd). Dire Straits optrådte ved Live Aid-koncerten i 1985.
Der var en del udskiftning blandt gruppens medlemmer gennem årene, men Mark Knopfler har altid været klar leder af gruppen, og stort set alle Dire Straits' sange er skrevet af ham. På opsamlingsalbummet Sultans Of Swing er der kun to numre der ikke er skrevet af Knopfler alene: Money For Nothing som har en intro sunget af Sting, og Tunnel Of Love som har et stykke taget fra filmen Carousel.
De blev opløst i 1995, og har ikke indspillet cd'er eller spillet koncerter sammen siden. Opsamlings- og Greatest Hits-albums er udkommet i henholdsvis 1998 og 2005.
Dire Straits er blevet kaldt "The biggest British rock band of the 80s" af Classic Rock; deres 1985–1986 verdensturné, der inkluderede en optræden ved Live Aid i juli 1985, satte en rekord Australasien. Deres sidste verdensturné fra 1991 til 1992 solgte 7,1 millioner billetter. Dire Straits vandt fire Grammy Awards, tre Brit Awards (Best British Group to gange), to MTV Video Music Awards, og forskellige andre priser. De blev indskrevet i Rock and Roll Hall of Fame i 2018. Dire Straits har solgt mellem 100 og 120 millioner albums på verdensplan, inklusive 51,4 millioner certificerede enheder, hvilket gør dem til nogle af de bedst sælgende musikere i verden.

## Medlemmer
- Mark Knopfler – forsanger, lead- og rytmeguitar (1977–1995)
- John Illsley – bas, baggrundsvokal (1977–1995)
- Pick Withers – trommer, lejlighedsvis baggrundsvokal (1977–1982)
- David Knopfler – rytmeguitar, baggrundsvokal (1977–1980)
- Alan Clark – keyboard (1980–1995)
- Hal Lindes – rytmeguitar, baggrundsvokal (1980–1984)
- Terry Williams – trommer (1982–1988)
- Guy Fletcher – keyboards, baggrundsvokal (1984–1995)
- Jack Sonni – rytmeguitar, baggrundsvokal (1984–1988; died 2023)

## Diskografi
- Dire Straits (1978)
- Communiqué (1979)
- Making Movies (1980)
- Love over Gold (1982)
- Brothers in Arms (1985)
- On Every Street (1991)